# Giro di Svizzera 1946
Il Giro di Svizzera 1946, decima edizione della corsa, si svolse dal 13 al 20 luglio 1946 per un percorso totale di 1 845 km, con partenza e arrivo a Zurigo. Il corridore italiano Gino Bartali si aggiudicò la corsa concludendo in 54h41'07".
Dei 60 ciclisti alla partenza arrivarono al traguardo in 32, mentre 28 si ritirarono.

## Tappe
| Tappa  | Data      | Percorso              | km    | Vincitore di tappa | Leader cl. generale |
| ------ | --------- | --------------------- | ----- | ------------------ | ------------------- |
| 1ª     | 13 luglio | Zurigo > Basilea      | 250   | Gino Bartali       | Gino Bartali        |
| 2ª     | 14 luglio | Basilea > Morges      | 270,7 | Renzo Zanazzi      | Gino Bartali        |
| 3ª-1ª  | 15 luglio | Morges > Murten/Morat | 105   | Guy Lapébie        | Gino Bartali        |
| 3ª-2ª  | 15 luglio | Murten/Morat > Berna  | 145,2 | Josef Wagner       | Gino Bartali        |
| 4ª     | 16 luglio | Berna > Zugo          | 201   | Hans Martin        | Gino Bartali        |
| 5ª     | 17 luglio | Zugo > Lugano         | 214,8 | Gino Bartali       | Gino Bartali        |
| 6ª     | 18 luglio | Lugano > Arosa        | 189   | Gino Bartali       | Gino Bartali        |
| 7ª     | 19 luglio | Arosa > San Gallo     | 241,5 | Louis Thiétard     | Gino Bartali        |
| 8ª     | 20 luglio | San Gallo > Zurigo    | 227,7 | Gino Bartali       | Gino Bartali        |
| Totale | Totale    | Totale                | 1 845 |                    |                     |

## Dettagli delle tappe

### 1ª tappa
- 13 luglio: Zurigo > Basilea – 250 km

Risultati
| Pos. | Corridore     | Squadra | Tempo    |
| ---- | ------------- | ------- | -------- |
| 1    | Gino Bartali  | Italia  | 6h20'51" |
| 2    | Aldo Ronconi  | Italia  | a 1'36"  |
| 3    | Renzo Zanazzi | Italia  | a 2'05"  |

### 2ª tappa
- 14 luglio: Basilea > Morges – 270,7 km

Risultati
| Pos. | Corridore     | Squadra | Tempo    |
| ---- | ------------- | ------- | -------- |
| 1    | Renzo Zanazzi | Italia  | 7h49'15" |
| 2    | René Vietto   | Francia | s.t.     |
| 3    | Gino Bartali  | Italia  | a 48"    |

### 3ª tappa-1ª semitappa
- 15 luglio: Morges > Murten/Morat – 105 km

Risultati
| Pos. | Corridore         | Squadra  | Tempo    |
| ---- | ----------------- | -------- | -------- |
| 1    | Guy Lapébie       | Francia  | 2h44'36" |
| 2    | Julián Berrendero | Spagna   | a 4"     |
| 3    | Walter Diggelmann | Svizzera | a 1'37"  |

### 3ª tappa-2ª semitappa
- 15 luglio: Murten/Morat > Berna – 145,2 km

Risultati
| Pos. | Corridore     | Squadra  | Tempo    |
| ---- | ------------- | -------- | -------- |
| 1    | Josef Wagner  | Svizzera | 4h20'38" |
| 2    | Jean Engels   | Belgio   | s.t.     |
| 3    | Renzo Zanazzi | Italia   | s.t.     |

### 4ª tappa
- 16 luglio: Berna > Zugo – 201 km

Risultati
| Pos. | Corridore        | Squadra  | Tempo    |
| ---- | ---------------- | -------- | -------- |
| 1    | Hans Martin      | Svizzera | 5h34'20" |
| 2    | Lucien Teisseire | Francia  | a 2'52"  |
| 3    | Guy Lapébie      | Francia  | s.t.     |

### 5ª tappa
- 17 luglio: Zugo > Lugano – 214,8 km

Risultati
| Pos. | Corridore        | Squadra | Tempo    |
| ---- | ---------------- | ------- | -------- |
| 1    | Gino Bartali     | Italia  | 6h44'39" |
| 2    | Lucien Teisseire | Francia | a 1'53"  |
| 3    | Jean Engels      | Belgio  | s.t.     |

### 6ª tappa
- 18 luglio: Lugano > Arosa – 189 km

Risultati
| Pos. | Corridore     | Squadra  | Tempo    |
| ---- | ------------- | -------- | -------- |
| 1    | Gino Bartali  | Italia   | 6h50'41" |
| 2    | Fermín Trueba | Spagna   | a 3'05"  |
| 3    | Josef Wagner  | Svizzera | a 3'24"  |

### 7ª tappa
- 19 luglio: Arosa > San Gallo – 241,5 km

Risultati
| Pos. | Corridore         | Squadra  | Tempo    |
| ---- | ----------------- | -------- | -------- |
| 1    | Louis Thiétard    | Francia  | 6h53'21" |
| 2    | Kurt Zaugg        | Svizzera | a 2'02"  |
| 3    | Walter Diggelmann | Svizzera | a 7'29"  |

### 8ª tappa
- 20 luglio: San Gallo > Zurigo – 227,7 km

Risultati
| Pos. | Corridore         | Squadra  | Tempo    |
| ---- | ----------------- | -------- | -------- |
| 1    | Gino Bartali      | Italia   | 7h00'17" |
| 2    | Josef Wagner      | Svizzera | s.t.     |
| 3    | Werner Buchwalder | Svizzera | s.t.     |

## Classifiche finali

### Classifica generale
| Pos. | Corridore         | Squadra  | Tempo     |
| ---- | ----------------- | -------- | --------- |
| 1    | Gino Bartali      | Italia   | 54h41'07" |
| 2    | Josef Wagner      | Svizzera | a 16'30"  |
| 3    | Aldo Ronconi      | Italia   | a 16'38"  |
| 4    | René Vietto       | Francia  | a 20'11"  |
| 5    | Norbert Callens   | Belgio   | a 30'58"  |
| 6    | Jean Engels       | Belgio   | a 43'31"  |
| 7    | Julián Berrendero | Spagna   | a 47'31"  |
| 8    | Ernst Naef        | Svizzera | a 48'45"  |
| 9    | Robert Lang       | Svizzera | a 48'49"  |
| 10   | Willy Kern        | Svizzera | a 49'00"  |

### Classifica scalatori
| Pos. | Corridore         | Squadra  | Punti |
| ---- | ----------------- | -------- | ----- |
| 1    | Gino Bartali      | Italia   | 60    |
| 2    | Fermín Trueba     | Spagna   | 55,5  |
| 3    | Aldo Ronconi      | Italia   | 42    |
| 4    | Willy Kern        | Svizzera | 25,5  |
| 5    | Julián Berrendero | Spagna   | 21    |

### Classifica squadre
| Pos. | Squadra  | Tempo      |
| ---- | -------- | ---------- |
| 1    | Italia   | 165h17'38" |
| 2    | Svizzera | a 39'47"   |
| 3    | Spagna   | a 1h38'59" |
| 4    | Belgio   | a 2h41'36" |
| 5    | Francia  | a 3h19'03" |